# Vilhelm Tetens
Vilhelm Tetens (født 21. november 1871 i København, død 13. januar 1957) var en dansk maler.
Tetens, der var elev af Engelsted, akademiet og Zahrtmann, udstillede første gang på Charlottenborg 1896. Han malede væsentlig portrætter og arkitekturbilleder. Af hans arbejder kan nævnes Familien i det grønne (1903), Ung mand (1909, Kunstmuseet), Aften. Badende mænd (1905), Portræt af min moder (1907), portræt af professor Foldberg (1919, tilkendt Udstillingsmedaillen). I 1907 fandt Kunstforeningens udstilling af Tetens' arbejder plads. I en række år var han kostumier ved det kongelige Teater.